# Patrick Lambie

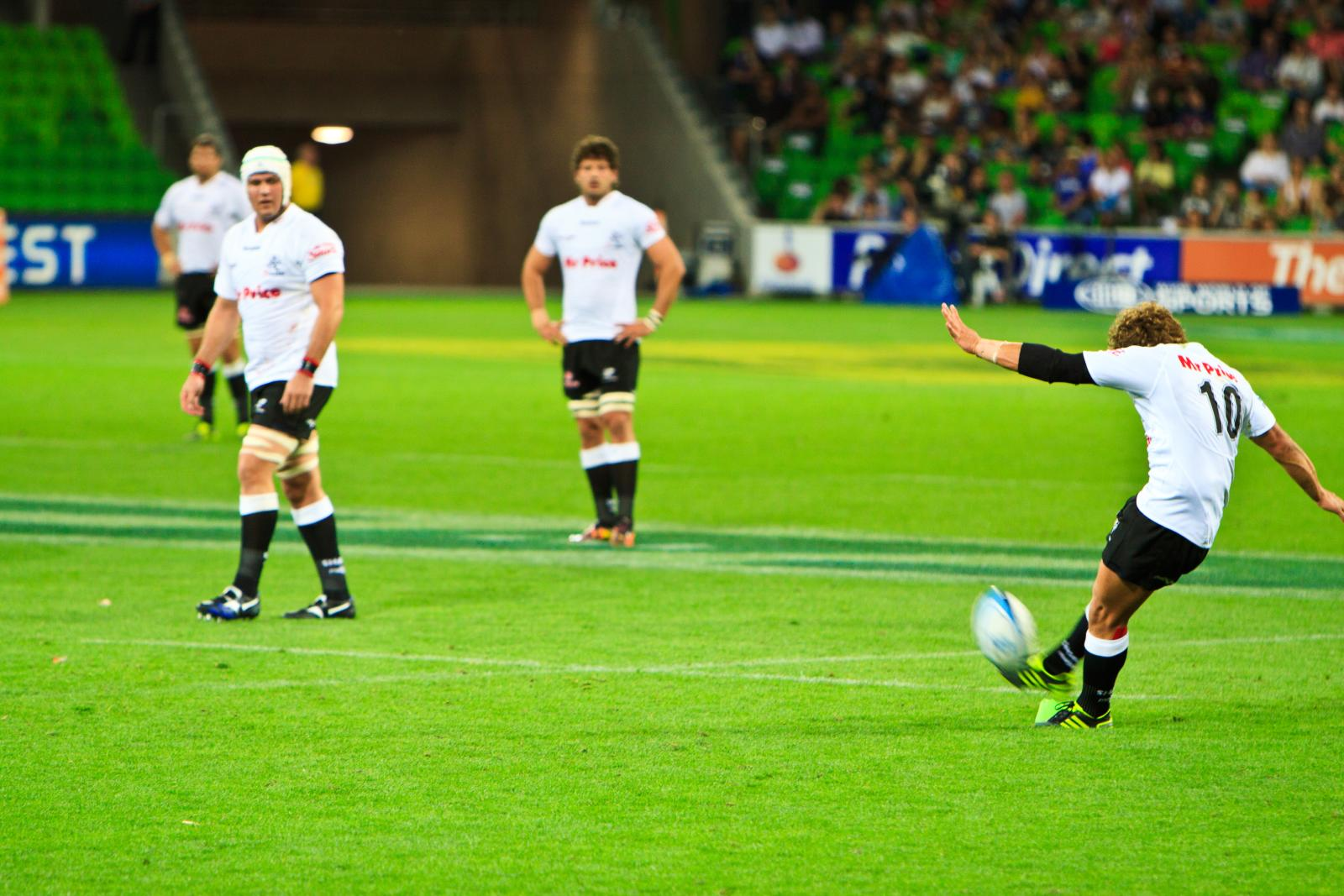
Lambie pateando durante el Súper Rugby 2011.

Patrick Jonathan Lambie (Durban, 17 de octubre de 1990) es un exrugbista sudafricano que se desempeñaba mayoritariamente como fullback. Fue internacional con los Springboks de 2010 a 2016.
Lambie fue considerado uno de los mejores fullbacks de los años 2010. Junto al destacado australiano Pat McCabe, son los únicos jugadores jóvenes de su generación que debieron retirarse por lesiones graves.

## Carrera
Integrante de la M21 de los Natal Sharks, debutó con la primera en la Currie Cup 2010. Primeramente jugó de centro y debido a una lesión tuvo que llenar el puesto de apertura. Debido a su talento natural y nervio inquebrantable hizo la posición propia y fue integral en ayudar a los Sharks a alcanzar el éxito de la Currie Cup, anotando dos tries, tres conversiones y tres penales contra Western Province en la final del torneo. Se lo eligió Hombre del Partido en la final y fue el segundo máximo anotador de puntos de la temporada.

### Súper Rugby
Fue subido a los Sharks para disputar la temporada 2010 e hizo su debut contra los Highlanders, donde su estreno coincidió con el final de la racha de cinco derrotas consecutivas de los Sharks. Comenzó los siguientes siete partidos consecutivos (perdiendo sólo un partido contra el campeón Bulls que puso fin a su racha de cinco victorias consecutivas) y marcó dos tries en el proceso. En aquella temporada fue donde se lo alineó de apertura.

### Europa
Se unió al poderoso Racing 92 francés por un contrato de tres años y debutó en el Top 14 2017-18. En diciembre, poco después de su debut, sufrió una conmoción cerebral y una lesión más grande ocurrió al final de la temporada, durante la final de la Copa de Campeones ante Leinster Rugby, con una rotura del ligamento cruzado en el gemelo derecho.
Sufriendo dolores de cabeza y después de numerosas consultas con neurólogos, decidió en enero de 2019 poner fin a su carrera.

## Selección nacional
Representó a los Baby Boks y participó con ellos del Campeonato Mundial de Argentina 2010. Sudáfrica perdió ante los Baby Blacks y luego ganó el tercer puesto frente a Inglaterra, con Lambie como fullback indiscutido.

### Springboks
Peter de Villiers lo convocó a la absoluta para los test matches de fin de año 2010 y debutó contra Irlanda en Dublín, con veinte años de edad.
Para The Rugby Championship 2012 perdió la titularidad con Zane Kirchner. Durante The Rugby Championship 2014 Lambie anotó el penal que cortó el invicto de los All Blacks de 22 victorias seguidas, un disparo a 52 metros y en el minuto 79.

### Participaciones en Copas del Mundo
De Villiers lo seleccionó como el miembro más joven del equipo que jugó en Nueva Zelanda 2011. Fue elegido Mejor Jugador Joven de Sudáfrica de ese año.
Heyneke Meyer lo llevó a Inglaterra 2015 pero esta vez como apertura, ya que Willie le Roux se ganó la titularidad y Kirchner la suplencia. Fue titular en el primer partido, la histórica derrota 32-35 frente a Japón; logró dos conversiones y un penal, pero salió del campo en la segunda parte, siendo sustituido por Handré Pollard. Contra Samoa contribuyó a la victoria 6-46, con una conversión. En la semifinal ante Nueva Zelanda, ganada por el primero de los dos equipos 20-18, Lambie entró en el minuto 64 sustituyendo a Pollard y puntuó gracias a un penal.
| Mundial                       | Sede          | Resultado        | PJ | Tries |
| ----------------------------- | ------------- | ---------------- | -- | ----- |
| Copa Mundial de Rugby de 2011 | Nueva Zelanda | Cuartos de final | 4  | 0     |
| Copa Mundial de Rugby de 2015 | Inglaterra    | Tercer puesto    | 6  | 0     |

## Estilo de juego
Lambie destacó sobre todo por su patada, la que era precisa y potente; lo suficiente para anotar desde más de 50 metros del ingoal y una imponente frialdad bajo presión, que provocó comparaciones de semejanza con André Joubert. Pero además tenía un excelente sentido de ubicación, habilidad para leer el juego y un desenvolvimiento ordenado con el balón en las manos.
Gracias a su posicionamiento y velocidad, podía jugar también de apertura en un excelentísimo nivel y ocasionalmente era alineado de centro. Durante su carrera en la selección disputó puestos con François Steyn, Zane Kirchner, Morné Steyn, Willie le Roux y Handré Pollard.

## Palmarés
- Campeón de la Currie Cup de 2010 y 2013.
- Seleccionado para  jugar con los Barbarians.